# Clitandra nitida
Espèce
Classification APG III (2009)
Clitandra nitida est une espèce de plante à fleurs du genre Clitandra et de la famille des Apocynaceae. Selon Kew Gardens, c'est un synonyme de Landolphia nitidula J.G.M.Pers.
C'est une espèce d'Afrique tropicale et notamment du Liberia.